# Tulbaghia

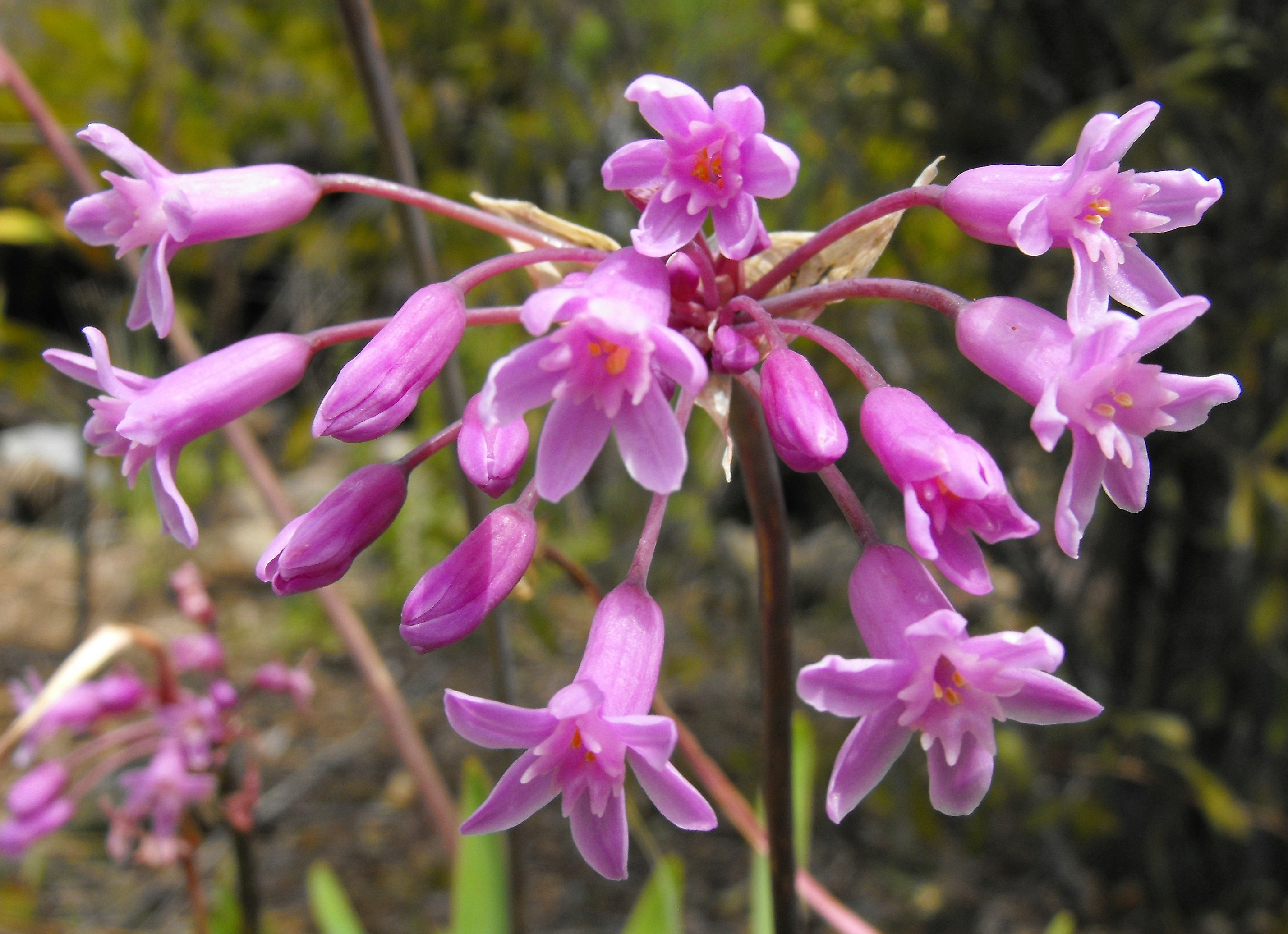
Tulbaghia simmleri

Tulbaghia és un gènere de plantes herbàcies monocotiledònies perennes i bulboses. Són plantes natives d'Àfrica, i pertanyen a la família Amaryllidaceae.
Ryk Tulbagh (1699-1771) va donar nom a aquest gènere.
Les seves fulles fa olor d'all si s'estrenyen. Les flors es disposen en umbel·la. Com a característica del gènere és la presència d'una corona al centre de les flors.

## Taxonomia
Segons:
1. Tulbaghia acutiloba Harv. - Botswana, Lesotho, Swaziland, South Africa
2. Tulbaghia aequinoctialis Welw. ex Baker - Angola
3. Tulbaghia alliacea L.f., syn. Tulbaghia affinis - Botswana, Zimbabwe, Zambia, South Africa
4. Tulbaghia calcarea Engl. & Krause - Namíbia
5. Tulbaghia cameronii Baker - Camerun, Zaire, Tanzània, Malawi, Moçammbic, Zàmbia, Zimbabwe, Namibia
6. Tulbaghia capensis L. - Cape Province
7. Tulbaghia cernua Fisch. - Botswana, Lesotho, South Africa
8. Tulbaghia coddii Vosa & R.B.Burb. - Mpumalanga
9. Tulbaghia cominsii Vosa - Cape Province
10. Tulbaghia dregeana Kunth - Cape Province
11. Tulbaghia friesii Suess. - Nyanga Muntanyes de Moçambic + Zimbabwe
12. Tulbaghia galpinii Schltr. - Cape Province
13. Tulbaghia leucantha Baker - Botswana, Lesotho, Swaziland, South Africa, Zambia, Zimbabwe, Namibia
14. Tulbaghia ludwigiana Harv. - Swaziland, South Africa
15. Tulbaghia luebbertiana Engl. & Krause - Namibia
16. Tulbaghia macrocarpa Vosa - Zimbabwe
17. Tulbaghia montana Vosa - Cape Province
18. Tulbaghia natalensis Baker - Cape Province, KwaZulu-Natal
19. Tulbaghia nutans Vosa - Mpumalanga
20. Tulbaghia pretoriensis Vosa & Condy - Gauteng
21. Tulbaghia rhodesica R.E.Fr. - Tanzania, Zambia
22. Tulbaghia simmleri Beauverd - Northern Province
23. Tulbaghia tenuior K.Krause & Dinter - Cape Province, Namibia
24. Tulbaghia transvaalensis Vosa - Limpopo, KwaZulu-Natal
25. Tulbaghia verdoornia Vosa & R.B.Burb. - Cape Province
26. Tulbaghia violacea Harv. – Society garlic[5] - Cape Province, KwaZulu-Natal; naturalitzada a Tanzània + Mèxic